# Empis colonica
Empis colonica är en tvåvingeart som beskrevs av Walker 1849. Empis colonica ingår i släktet Empis och familjen dansflugor. Inga underarter finns listade i Catalogue of Life.